# Max Rohland

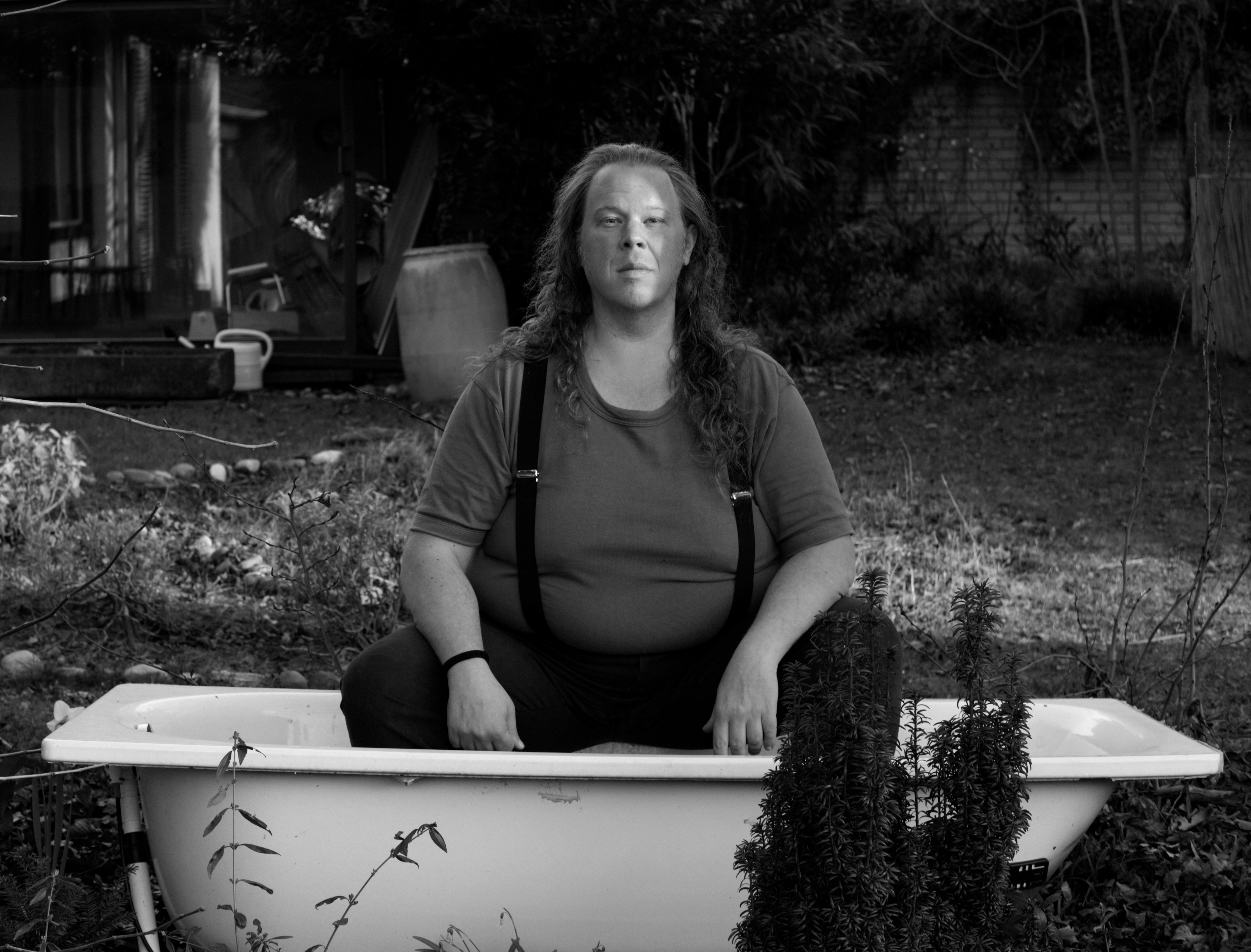
Max Rohland (2022)

Max Rohland (* 6. September 1983 in Würzburg) ist ein deutscher Schauspieler und Sprecher und ist außerdem für diverse soziokulturelle Projekte sowie eigene Regiearbeiten bekannt.

## Leben
Max Rohland knüpfte schon früh Kontakte zur freien Theaterszene in München, wo er an der Organisation studentischer Theaterfestivals beteiligt war und mit Der Knopfraum von Lars R. Krautschick erstmals Regie führte. Nachdem sein Schauspielstudium ihn 2006 an die Schauspielschule Mainz geführt hatte, war er auch dort weiter an kulturellen und künstlerischen Projekten wie dem Pengland (Verein für Kunst, Kommunikation und Design) beteiligt und führte in diesem Rahmen weitere Regiearbeiten durch. Außerdem war er schon während des Studiums unter anderem am Staatstheater Darmstadt, dem Theater Oberhausen und dem Staatstheater Mainz tätig.
Seit dem Abschluss seines Studiums ist Max Rohland unter anderem als Schauspieler, Sprecher, Schauspielcoach, Regisseur und Theaterpädagoge beschäftigt. 2010 folgte dann das erste Festengagement am Stadttheater Aalen. Unter der Intendanz von Katharina Kreuzhage spielte Max Rohland in großen Rollen (unter anderem Shakespeares Hamlet im Jahr 2010) und diversen Uraufführungen. 2013 folgte der gemeinsame Wechsel mit Katharina Kreuzhage und großen Teilen des Ensembles an das Theater Paderborn (Westfälische Kammerspiele), wo er drei Jahre lang die Mitaufbauphase des Theaters begleitete. Das Ensemble verließ er schließlich 2016 zugunsten eigener Projekte und Inszenierungen, kehrt aber als Gast weiterhin in einzelnen Inszenierungen zurück (zuletzt Shakespeares Was ihr wollt und als Gast für das Format Lieblingsstorys mit der Lesung zweier Kurzgeschichten von Terry Pratchett im Jahr 2022). Darüber hinaus war er an diversen Filmproduktionen beteiligt und vertonte als Sprecher mehrere Hörbücher.
Neben verschiedenen Formaten wie alternativen Lesungen und Performancekunst im öffentlichen Raum betreibt Max Rohland gemeinsam mit dem Schauspieler Daniele Veterale den YouTube-Kanal Die Theaterpilger und veröffentlicht in diesem Rahmen Analysen und Theaterkritiken zu Inszenierung aus ganz Deutschland. Zu seinen anderen Projekten zählen Inszenierungen wie Verwandlung (on drums) gemeinsam mit dem Schlagzeuger Gábor Kovásc, aber auch digitale soziokulturelle Projekte wie ein Audiospaziergang durch Paderborn zum Leben der jüdischen Schriftstellerin Jenny Aloni oder eine Reise durch die jüdische Literatur und Kultur in Deutschland mit dem Titel Gestatten, Jude... 1700 Jahre jüdische Literatur in Deutschland. In Zusammenarbeit mit Oliver Stümann arbeitet Max Rohland außerdem an digitalen kulturellen Projekten zu verschiedenen gesellschaftlichen Themen und einer Gedichtreihe namens Unser täglich Gedicht gib uns heute.

## Theaterrollen (Auswahl)

### Freie Szene, Gastrollen und eigene Projekte (ab 2016)
- 2023: Mephisto (theater am puls Schwetzingen, Regie: Joerg Mohr)
- 2022: Sir Andrew in Was ihr wollt von William Shakespeare (Theater Paderborn, Regie: Katharina Kreuzhage)
- Verwandlung (on Drums) nach Franz Kafka (Regie: Max Rohland)
- Krähe und Bär (theater am puls Schwetzingen, Regie: Joerg Mohr)
- König Peter in Leonce & Lena von Georg Büchner (Theater Paderborn, Regie: Jan Langenheim)
- Mephisto in Walpurgisnacht nach Goethe (Theater Willy Praml, Regie: Willy Praml)
- Jake in Gesunde Beziehungen von Evan Placey (Theater Paderborn, Regie: Katharina Kreuzhage)
- Feldprediger in Mutter Courage von Bertolt Brecht (Theater Paderborn, Regie: Malte Kreutzfeld)

### Theater Paderborn (2013–2016)
- Takeshi in Alltag & Extase von Rebekka Kricheldorf (Regie: Katharina Kreuzhage)
- Viktor in Das Wilde Kind von Tom Coraghessan Boyle (Regie: Katharina Kreuzhage, UA)
- Herr Eichhorn und der erste Schnee (Regie: Danielle Strahm, UA)
- Cheever in Hexenjagd von Arthur Miller (Regie: Katharina Kreuzhage)
- Angelo Caprese in Battle im Bürgerhaus (Regie: Boris Leibold, UA)
- Marco in Taxi von Karen Duve (Regie: Katharina Kreuzhage, UA)
- Gregor Samsa in Die Verwandlung von Franz Kafka (Regie: Katharina Kreuzhage, UA)
- Serge in Kunst von Yasmina Reza (Regie: Nikolaos Boitsos)
- Mooshammer in Mode & Wirklichkeit von Wolfgang Lotz (Regie: Katharina Kreuzhage, UA)
- Elvis in Kochen mit Elvis von Lee Hall (Regie: Nikolaos Boitsos)
- Der Autor in Die Reise ins Eis nach Christoph Ransmayr (Regie: Katharina Kreuzhage, UA)
- Seamure in Der kleine Horrorladen (Regie: Ingmar Lethmate)

### Theater Aalen (2011–2013)
- Baron v. Sperling in Das Wirtshaus im Spessart von Wilhelm Hauff (Regie: Ingmar Otto)
- Mephisto in Faust von Johann Wolfgang von Goethe (Regie: Katharina Kreuzhage)
- Alle Frauen in Der Tod des Bunny Monroe von Nick Cave (Regie: Nikolaos Boitsos)
- Vater in Poil de carotte von Jules Renard (Regie: Katharina Kreuzhage, UA)
- Maxi in Am offenen Herzen von Franz Wittenbrink (Regie: Boris Leibold, UA)
- Kontrabassist in Der Kontrabass von Patrick Süskind (Regie: Jürgen Bosse)
- Cleante in Tartuffe  von Molière (Regie: David Gerlach)
- Othello in Othello von William Shakespeare (Regie: Katharina Kreuzhage)
- Max in Mary & Max (Regie: Katharina Kreuzhage, UA)
- Prittwitz in Tankstelle der Verdammten von Georg Ringsgwandl (Regie: Ingmar Lethmate)
- Konvertit in Moschee.de von Kolja Mensing und Robert Thalheim (Regie: Katharina Kreuzhage)
- Jones in Vermischte Meldungen von Carlos Murillo (Regie: Katharina Kreuzhage, dt. UA)
- Hamlet in Hamlet von William Shakespeare (Regie: Katharina Kreuzhage)

### Freie Szene (2008–2010)
- Götz in Der Teufel und der liebe Gott von Jean-Paul Sartre (Theater HautNah Mainz, Regie: Rolf Biedinger)
- Hermes in Prometheus (Theater Willy Praml, Regie: Willy Praml)
- Flitsch Gamsche in Der Lebkuchenmann von David Wood (Staatstheater Darmstadt, Regie: Ina A. Keppel)
- Pöbelmän in Angstmän von Hartmut El Kurdi (Staatstheater Mainz, Regie: Thomas Holländer)
- Sheriff in Tom Sawyer nach Mark Twain (Staatstheater Mainz, Regie: Thomas Holländer)

## Filmografie
- 2007: Bruder in Tired (Kurzfilm, Regie: Daniele Veterale)[15]
- 2009: Friedhofsgärtner in Der Staatsanwalt (TV-Serie, Regie: Boris Keidies, Michael Kreindl, Martin Kinkel)[16]
- 2010: Er in Zero (Kurzspielfilm, Regie: Merlin Magg)[17]
- 2016–2017: Andy in Reset (Kurzspielfilm, Regie: Nils Hillebrand)[18]
- 2017–2019: Tom in Zinfandel (Sitcom, Regie: Benjamin Czycholl)[19]
- 2018: Boss in Astroman (Serienpilot, Regie: Manfred Baulig, Christian Grösgen)[20]
- 2019–2021: Mann in Exit (Kurzspielfilm, Regie: Tim Herzhauser)[21]
- 2021: Metal Doctor in One Night Off (TV-Film, Regie: Martin Schreier)[22]
- 2022: Andi in Rein Raus Reich (Kurzspielfilm, Regie: Julian Jakobsmeyer)[23]

## Hörbücher (Auswahl)
- 2022: Blutschuld: Karre & Viktoria 4 (Autor: Tim Svart)
- 2022: Todesschmerz: Karre & Viktoria 3 (Autor: Tim Svart)
- 2022: Trauerspiel: Karre & Viktoria 2 (Autor: Tim Svart)
- 2022: Damenopfer: Karre & Viktoria 1 (Autor: Tim Svart)

## Auszeichnungen
- 2022: Paderborner Theaterpreis, Theaterfreunde Paderborn[24]
- 2017: Stern des Jahres, Neue Westfälische, Rolle des Victor in Das wilde Kind (Theater Paderborn)[25]
- 2013: Magikal Charm Film Festival, New York City, Best Live Action Thriller Woyzeck
- 2012: FantEx-Festival, Silbermedaille für Woyzeck (Regie & Acting)
- 2012: FILMthuer.2012 „Unschönheiten“, 2. Preis für Woyzeck (Regie & Acting)[26]